# Thunderbolt (альбом Saxon)
| Оценки критиков    | Оценки критиков |
| Источник           | Оценка          |
| ------------------ | --------------- |
| TeamRock           | [ 1 ]           |
| Metal Hammer (ГЕР) | [ 2 ]           |

Thunderbolt — двадцать второй студийный альбом британской хэви-метал-группы Saxon, выпущенный 2 февраля 2018 года.

## Об альбоме
14 сентября 2016 года музыканты объявили, что они начали работу над новым альбомом, через свой аккаунт в Facebook. Месяц спустя вокалист Бифф Байфорд рассказал, что они написали песню, посвященную Motörhead, под названием «They Played Rock n Roll», которая стилистически похожа на Motörhead и ссылается на их совместный тур в 1979/1980 гг.
В интервью вместе с фронтменом Airbourne Джоэлом О’Киффе на награждении Metal Hammer Golden Gods в 2017 г. Байфорд подтвердил, что название альбома будет Thunderbolt и что вдохновением для него стали боги из греческой мифологии.
Дополнительные детали были раскрыты на различных остановках в их осеннем туре по США и Канаде. В интервью на концерте в Ньютоне, Нью-Джерси 22 сентября Бифф сказал, что закончил запись вокала 20 сентября. В интервью на концерте в Монреале, Канада 4 октября он сказал, что продюсер Энди Снип закончил сведение альбома накануне и упомянул дату выхода 21 января 2018 года (которая позже оказалась неверной).
7 ноября 2017 года группа подтвердила название и назвала дату выхода — 2 февраля 2018 года, раскрыла список композиций, обложку и заявила об участии в небольшом британском/европейском туре вместе с Diamond Head, с Magnum и Rock Goddess на разогреве, в выбранные даты в Великобритании.
30 ноября 2017 года вышло видео «Thunderbolt»; видео на песню «Predator» (в которой вокал вместе с Биффом исполнил Йохан Хегг из Amon Amarth) вышло 19 сентября 2018 года.
В поддержку альбома группа гастролировала по Европе и Великобритании с Diamond Head, Rock Goddess и Magnum с конца февраля до начала марта 2018 года. Также Saxon будут участвовать в серии концертов в Латинской Америке и Южной Америке в феврале 2019 года.
В 2018 году The Metal Voice поместил альбом на 3 место в топ-10 метал-альбомов года.

## Список композиций
| №                   | Название                                                              | Длительность |
| ------------------- | --------------------------------------------------------------------- | ------------ |
| 1.                  | «Olympus Rising»                                                      | 1:35         |
| 2.                  | «Thunderbolt»                                                         | 3:50         |
| 3.                  | «The Secret of Flight»                                                | 4:58         |
| 4.                  | «Nosferatu (The Vampires Waltz)»                                      | 5:01         |
| 5.                  | «They Played Rock and Roll»                                           | 3:31         |
| 6.                  | «Predator»                                                            | 3:13         |
| 7.                  | «Sons of Odin»                                                        | 5:20         |
| 8.                  | «Sniper»                                                              | 3:31         |
| 9.                  | «A Wizard’s Tale»                                                     | 3:49         |
| 10.                 | «Speed Merchants»                                                     | 3:42         |
| 11.                 | «Roadie's Song»                                                       | 3:27         |
| 12.                 | «Nosferatu (The Vampires Waltz)» (Сырая версия - не включена в винил) | 5:01         |
| Общая длительность: | Общая длительность:                                                   | 47:03        |

## Участники записи
- Бифф Байфорд — вокал
- Пол Куинн — гитара
- Дуг Скарратт — гитара
- Ниббс Картер — бас-гитара
- Найджел Глоклер[англ.] — ударные

Дополнительные музыканты
- Себ Байфорд — бэк-вокал на «Thunderbolt» и «Speed Merchants»
- Том Уиттс — бэк-вокал на «Thunderbolt» и «Speed Merchants»
- Калеб Куэй — бэк-вокал на «Thunderbolt» и «Speed Merchants»"
- Корвин Бан — клавишные на «Nosferatu (The Vampire’s Waltz)»
- Йохан Хегг — вокал (гроул) на «Predator»
- Энди Снип — 1-е гитарное соло в «They Played Rock and Roll»

Производство
- Билли Ли — фотография
- Стеф Байфорд — обложка (дополнит.)
- Gestaltungskommando Buntmetall — макет, дизайн
- Пол Реймонд Грегори — обложка
- Энди Снип — продюсер, проектирование, сведение

## Позиции в чартах
| Чарты (2018)                                  | Высшая позиция |
| --------------------------------------------- | -------------- |
| Австрия (Ö3 Austria)                          | 18             |
| Бельгия/Валлония (Ultratop)                   | 48             |
| Бельгия/Фландрия (Ultratop)                   | 53             |
| Великобритания (UK Albums Chart)              | 29             |
| Великобритания (UK Independent Albums Chart)  | 4              |
| Великобритания (UK Rock & Metal Albums Chart) | 2              |
| Германия (Offizielle Top 100)                 | 5              |
| Испания (PROMUSICAE)                          | 39             |
| Италия (FIMI)                                 | 53             |
| Нидерланды (Album Top 100)                    | 172            |
| Франция (SNEP)                                | 113            |
| Чехия (ČNS IFPI)                              | 29             |
| Швейцария (Schweizer Hitparade)               | 6              |
| Швеция (Sverigetopplistan)                    | 13             |
| Шотландия (Scottish Albums Chart)             | 10             |
| Япония (Oricon)                               | 181            |